# Fran Krašovec
Fran Krašovec, slovenski fotograf, * 25. november 1892, Ljubljana, † 15. januar 1969, Ljubljana.
Krašovec je združil velik del svojih fotografij v cikel Štirje letne časi, v katerem prikazuje Ljubljano z okolico v času poletja, jeseni, zime in pomladi v povojnih petdesetih letih. Za svoja dela je prejel več nagrad ter fotografije objavljal v tedanjem periodičnem tisku (Mladika, Jutro, Življenje in svet). Motivi njegovih fotografij so tako narava, kot tudi človek in vsakdanji objekti.